# Casimiro Guillermo de Hesse-Homburg
Casimiro Guillermo de Hesse-Homburg (en alemán, Kasimir Wilhelm von Hessen-Homburg; Weferlingen, 23 de marzo de 1690-Hötensleben, 9 de octubre de 1726) fue un príncipe de Hesse-Homburg.

## Biografía
Casimiro Guillermo era el hijo menor del landgrave Federico II de Hesse-Homburg (1633-1708), el famoso Príncipe de Homburg, de su segundo matrimonio con Luisa Isabel de Curlandia (1646-1690), la hija del duque Jacobo de Curlandia. Fue educado conjuntamente con su hermanastro tres años más pequeño, Jorge Luis (del tercer matrimonio de Federico II con la condesa Sofía Sibila de Leiningen-Westerburg). Durante una visita a su primo, el duque Federico Guillermo de Mecklemburgo-Schwerin, se le despertó la pasión por la caza que compartía con su padre y hermanos.
Ya que su hermano mayor, Federico III, y los dos hijos varones de este le precedían en la línea de sucesión, optó por una carrera militar y combatió en 1708 en un regimiento de Mecklemburgo a las órdenes del príncipe Eugenio de Saboya. A principios de 1715, se alistó en el ejército sueco a las órdenes de Carlos XII. A principios de verano fue hecho prisionero en Wismar y se retiró del ejército.
En 1718, los príncipes de Hesse-Homburg se dividieron las propiedades por sorteo. Casimiro Guillermo obtuvo la mansión de Hötensleben. También tenía en posesión el Palacio de Sinclair, en frente del Palacio de Bad Homburg en Homburg.
Su legado es su Diario de caza, en el que describe su pasión por la caza y los caballos.

## Matrimonio e hijos
Contrajo matrimonio el 9 de octubre de 1722 en Braunfels con Cristina Carlota (1690-1751), una hija del conde Guillermo Mauricio de Solms-Braunfels. Tuvieron tres hijos:
- Federico IV Carlos (1724-1751), landgrave reinante de Hesse-Homburg. Desposó en 1746 a la condesa Ulrica Luisa de Solms-Braunfels (1731-1792).
- Eugenio (1725-1725).
- Ulrica Sofía (1726-1792).